# Jürgen Wolter (Rechtswissenschaftler)
Jürgen Wolter (* 7. September 1943 in Hahnenklee-Bockswiese) ist ein deutscher Rechtswissenschaftler. Er lehrte Strafrecht, Strafprozessrecht und Rechtstheorie.

## Leben
Er studierte Rechtswissenschaften in Göttingen und München. Er legte 1969 die erste juristische Staatsprüfung in Celle ab, 1972 promovierte er an der Georg-August-Universität Göttingen und er legte 1974 die zweite juristische Staatsprüfung in Hannover. ab Er war Staatsanwalt am Landgericht Hannover und wissenschaftlicher Assistent an der  Rheinischen Friedrich-Wilhelms-Universität Bonn Nach der Habilitation 1979 in Bonn war er Professor an den Universitäten Hamburg, Heidelberg, Bonn, Regensburg und Mannheim.

## Werke
- Alternative und eindeutige Verurteilung auf mehrdeutiger Tatsachengrundlage. 1972, ISBN 3-428-02688-8 (Dissertation Göttingen 1970/1971)
- Objektive und personale Zurechnung von Verhalten. Berlin 1981, ISBN 3-428-04886-5 (Habilitationsschrift Bonn 1979).
- Wahlfeststellung und in dubio pro reo. Zugleich eine Dokumentation der höchstrichterlichen Rechtsprechung 1934–1986. Berlin 1987, ISBN 3-428-06136-5.
- Aspekte einer Strafprozessreform. München 1991, ISBN 3-406-35228-6.